# Tatjana Wladimirowna Kortawa
Tatjana Wladimirowna Kortawa (russisch Татьяна Владимировна Кортава; * 8. Juni 1960 in Serpuchow) ist eine sowjetische bzw. russische Sprachhistorikerin und Hochschullehrerin.

## Leben
Das 1978 begonnene Studium an der Lomonossow-Universität Moskau (MGU) in der Philologie-Fakultät schloss Kortawa 1983 mit Auszeichnung als Philologin-Russistin ab. Darauf unterrichtete sie Russische Sprache und Literatur an der Mittelschule Nr. 65 in Tiflis.
Zum Abschluss der dreijährigen Aspirantur in der Philologie-Fakultät der MGU bei Klawdija Gorschkowa verteidigte Kortawa 1989 ihre Dissertation über Partizip-Formen in der Verordnungssprache des 17. Jahrhunderts mit Erfolg für die Promotion zur Kandidatin der philologischen Wissenschaften.
Von 1990 bis 1995 arbeitete Kortawa in Tiflis (ab 1992 als Dozentin) am Lehrstuhl für Russische Sprache der Georgischen Technischen Universität und dem der Staatlichen Universität Tiflis.
Für die Doktor-Aspirantur kehrte Kortawa an die MGU zurück. Die Ernennung zur Dozentin am Lehrstuhl für Russische Sprache der Philologie-Fakultät folgte 1997.  Ihre Doktor-Dissertation über die Moskauer Verordnungssprache des 17. Jahrhunderts als Sondertyp der Briefsprache verteidigte sie 1999 mit Erfolg für die Promotion zur Doktorin der philologischen Wissenschaften.
Seit 1999 leitet Kortawa den Lehrstuhl für Russische Sprache für ausländische Studierende der naturwissenschaftlichen Fakultäten der MGU. Die Ernennung zur Professorin erfolgte 2007. Seit 2010 leitet sie als Prorektorin die Verwaltung der Arbeit mit der talentierten Jugend. Sie wurde 2014 Mitglied des Direktorenrats des Russischen Testkonsortiums für Methodik und Organisation des staatlichen Systems für Russisch-Prüfungen für Ausländer.
Seit 2010 ist Kortawa Mitglied des Organisationskomitees der jährlichen Allrussischen Schülerolympiade und wurde 2014 Mitglied des Sekretariats des Russischen Rats der Schülerolympiade.
Kortawa wurde 2017 zum Korrespondierenden Mitglied und 2021 zum Vollmitglied der Russischen Akademie für Bildung gewählt. Sie ist Mitglied des Direktorenrats der 2014 gegründeten Russisch-Chinesischen Universität der MGU und der Technischen Universität Peking in Shenzhen. Sie gehört zum Lenkungskomitee und zum Konsultationsrat für die Vorbereitung und Durchführung der internationalen Dekade 2022–2032 der Indigenen Sprachen der UNESCO.

## Ehrungen, Preise
- Ehrenurkunde des Ministeriums für Bildung und Wissenschaft der Russischen Föderation (2015)
- Gedenkmedaille der 19. Weltfestspiele in Sotschi 2017 (2017)
- Ehrenprofessor der Pädagogischen Universität Peking (2019)
- Ehrenurkunde des Rektors der MGU (2020)